# Gastroxya
Genre
Gastroxya est un genre d'araignées aranéomorphes de la famille des Araneidae.

## Distribution
Les espèces de ce genre se rencontrent en Afrique subsaharienne.

## Liste des espèces
Selon World Spider Catalog (version 17.0, 12/03/2016) :
- Gastroxya benoiti Emerit, 1973
- Gastroxya krausi Benoit, 1962
- Gastroxya leleupi Benoit, 1962
- Gastroxya schoutedeni Benoit, 1962

## Publication originale
- Benoit, 1962 : Monographie des Araneidae-Gasteracanthinae africains (Araneae). Annales du Musée Royal de l'Afrique Centrale, vol. 112, p. 1-70.